# Cianură de cobalt
Cianura de cobalt (engleză cobalt cyanide) este o sare a cobaltului cu acidul cianhidric și are formula chimică Co(CN)2.

## Proprietăți
Cianura de cobalt este o pulbere de culoare albastră-închis. Reacționează cu acizii, chiar și slabi ca acidul carbonic și eliberează acidul cianhidric.

## Structură
Cianura de cobalt are o structură de polimer coordinativ:
```
… [C≡N]
-
 Co
2+
 [C≡N]
-
 Co
2+
 [C≡N]
-
 Co
2+
 …
```

## Obținere
Sub formă de trihidrat, se obține prin reacția unei sări de cobalt (II) cu cianura de potasiu:
```
CoCl
2
·6H
2
O + 2KCN → Co(CN)
2
 + 2KCl + 6H
2
O
```

Hidratul se dizolvă în exces de cianură de potasiu, formând o soluție roșie de hexacianocobaltat(II) de potasiu, K4[Co(CN)6], care se oxidează mai departe la hexacianocobaltat(III) de potasiu, K3[Co(CN)6] (galben).
```
Co(CN)
2
 + 4KCN → K
4
[Co(CN)
6
]
K
4
[Co(CN)
6
] - e
-
 → K
3
[Co(CN)
6
] + K
+
```

## Utilizare
Cianura de cobalt se folosea în trecut la obținerea carbonilului de cobalt, în sinteza organică și cataliza omogenă.